# Peter Oelhaf
Peter Oelhaf (Danzig, 19 augustus 1599 – 27 december 1654) was een Duits jurist en historicus.

## Biografie
Peter Oelhaf volgde scholen in zijn geboorteplaats en studeerde aan verschillende universiteiten. Op 25 mei 1620 verkreeg hij aan de Universiteit van Rostock de magistertitel in de filosofie. Hij bleef hierna nog een jaar daar als docent filosofie. Een jaar later, 1622, ging Oelhaf naar de Universiteit van Koningsbergen om daar te doceren. Hij werkte daar later ook als predikant en als vice-inspecteur van de hertogelijke alumni. Vanaf 1624 studeerde Oelhaf nog geneeskunde, rechten, politiek en geschiedenis. In 1632 verhuisde hij terug naar Gdańsk en werd daar juridisch adviseur van de raad. Vijf jaar daarna, 1638, werd hij professor in de rechten en in de geschiedenis aan de Gdańskse academie, het studium particulare. In 1640 verkreeg hij aan de universiteit in Koningsbergen de doctorstitel in de beide rechten, het burgerlijk en het kerkelijk recht. In 1653 ging hij op eigen verzoek met emeritaat. De reden daarvoor was een ziekte, waaraan hij een jaar later, op 27 december 1654, overleed.

## Voetnoten
1. ↑  Zie de registraties van Peter Oelhaf in de Rostock Matrikelportal